# Hohl Halde
Die Hohl Halde ist ein flächenhaftes Naturdenkmal in der Gemeinde Otzberg, Gemarkung Ober-Klingen, im Landkreis Darmstadt-Dieburg, Südhessen. Es wurde durch Verordnung vom 27. Mai 1959 als geologisches Naturdenkmal und Vogelschutzgehölz ausgewiesen.

## Lage

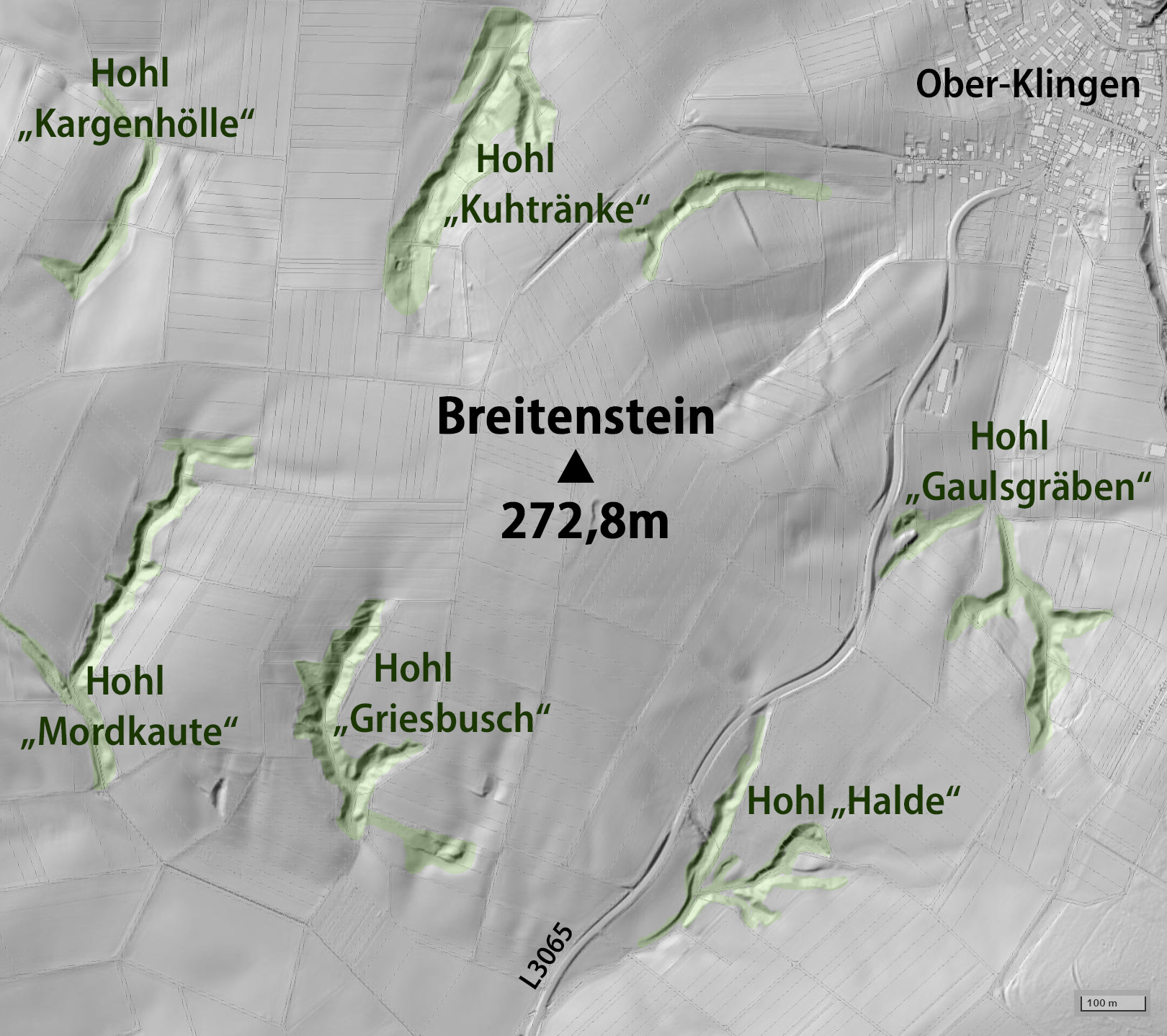
Die „Klinger Rechen“ am Breitenstein

Das Naturdenkmal Hohl „Halde“ liegt im Naturraum Reinheimer Hügelland im Teilgebiet 231.13 Südliche Reinheimer Buckel. Es befindet sich etwa 1,2 Kilometer südsüdwestlich von Ober-Klingen. Das Naturdenkmal ist umgeben von landwirtschaftlichen Flächen, im Nordwesten grenzt die Landesstraße 3065 von Brensbach nach Ober-Klingen an.

### Klinger Rechen
Rund um den durch Vulkanismus entstandenen Breitenstein befinden sich insgesamt sechs naturgeschützte Schluchten. Sie sind in der Region auch als Klinger Rechen bekannt. Ihr Ursprung wird auf Auswaschungen des Löss-Bodens durch Grund- und Oberflächenwasser zurückgeführt. Die Schluchten rund um den Breitenstein sind:
- Hohl Kuhtränke
- Hohl Gaulsgräben
- Hohl Halde
- Hohl Griesbusch
- Hohl Mordkaute
- Hohl Kargenhölle

## Beschreibung, Flora und Fauna
Der in den Löss bis zu acht Meter tief eingeschnittene Schlucht „Halde“ ist ein historisches Zeugnis der alten Kulturlandschaft. Er verläuft über 500 Meter Länge von Südwesten ansteigend nach Nordosten, ein Seitengraben zweigt ansteigend nach Osten ab. Das Naturdenkmal ist etwa 100 Meter breit. Unter der Lössdecke steht Buntsandstein an, am Grund der Schlucht gibt es stellenweise holozäne Ablagerungen.
Im Süden und Osten des Gebiets wachsen Stieleichen und Vogel-Kirschen, ansonsten sind die Schluchten vorwiegend mit Apfelbäumen und Pappeln bepflanzt. Haselsträucher, Schwarzer Holunder und Schlehdorn bilden stellenweise dichte Gebüsche. In der Krautschicht gedeihen Einbeere, Scharbockskraut, Echter Wurmfarn, Hain-Veilchen und Große Brennnessel. Im zentralen Teil zwischen den Abzweigungen befindet sich eine Wiesenfläche mit einem großen Bestand von Herbstzeitlosen.
Als Arten der Roten Liste brüten im Gebiet des Naturdenkmals Turteltaube, unregelmäßig auch Neuntöter, Pirol und Rebhuhn. Außerdem kommen unter anderem Grünspecht, Nachtigall, Grauschnäpper, Gartenrotschwanz und Grasmückenarten vor.

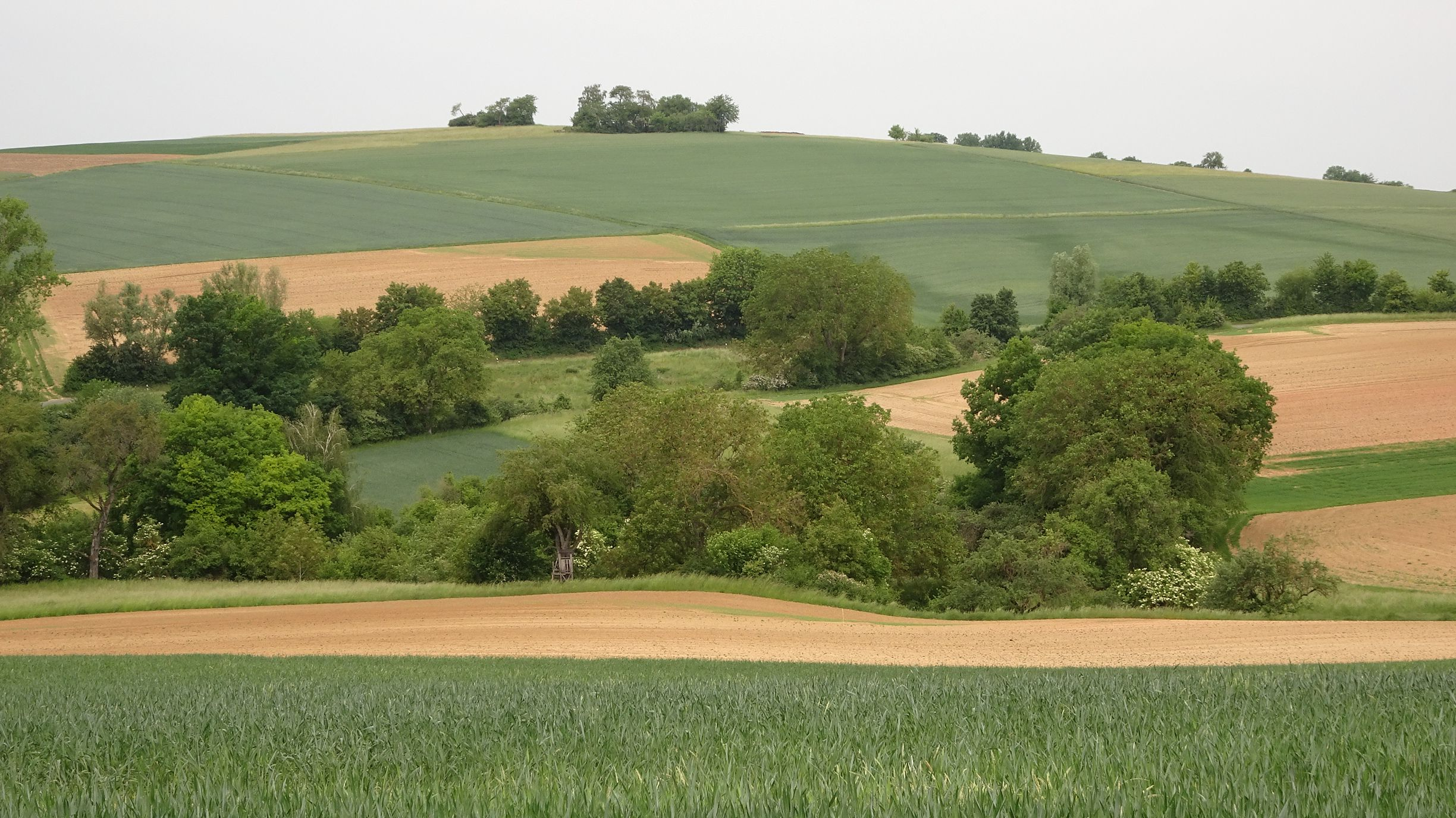
Hohl Halde, dahinter die Hecke entlang der Landesstraße 3065 (2020)
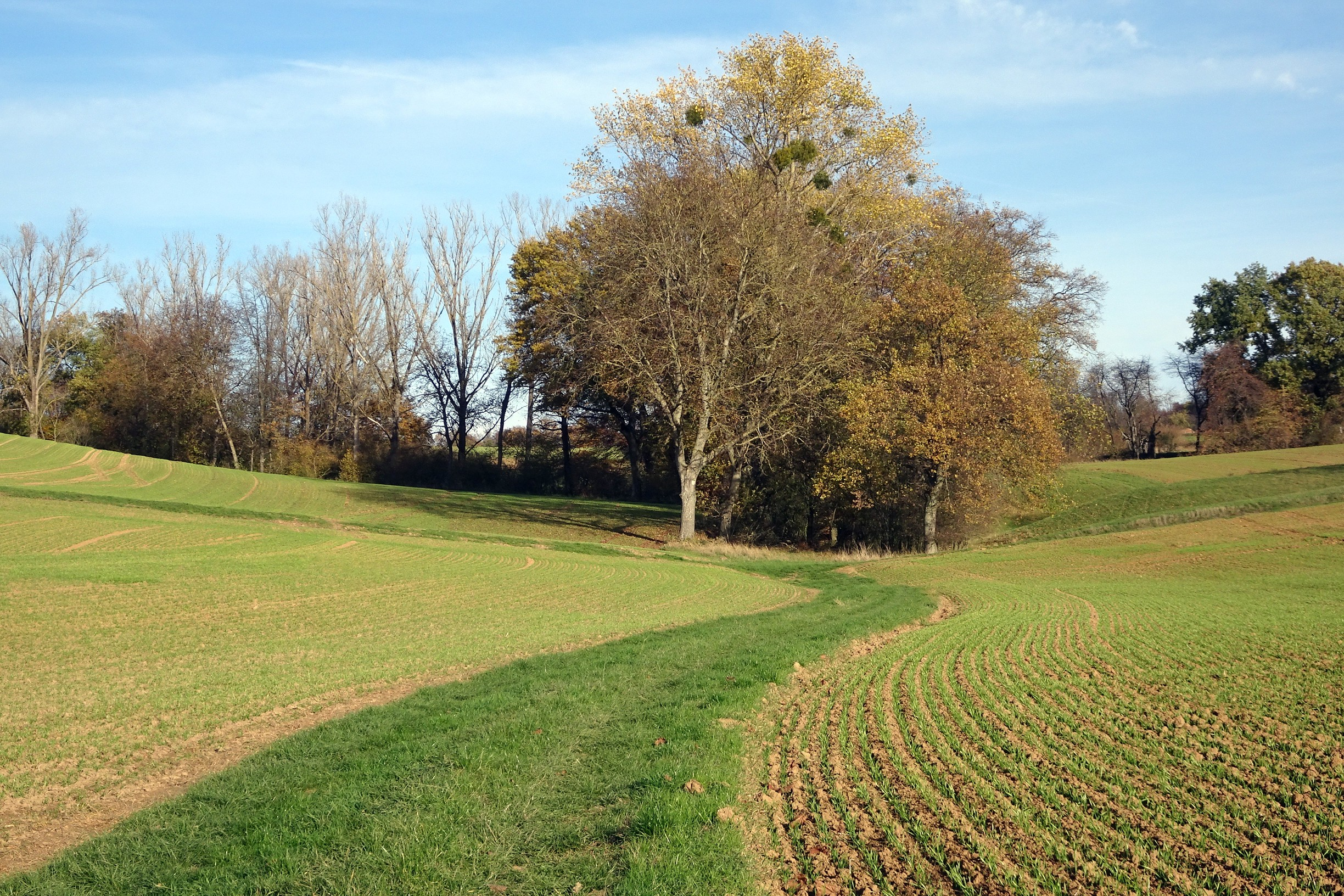
Südliches Ende des ehemaligen Löss-Hohlwegs (2020)
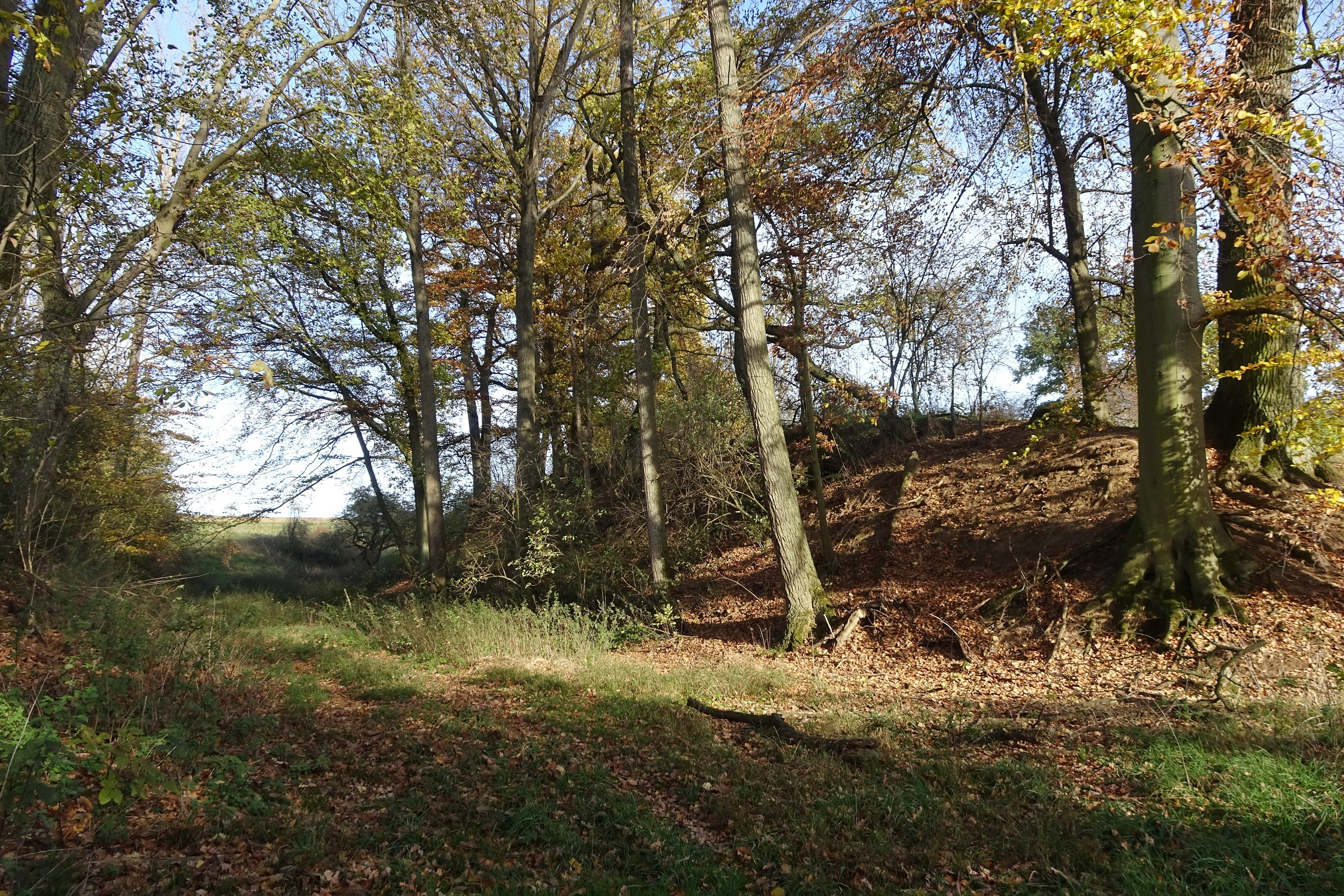
Südlicher Teil des Hohlwegs (2020)
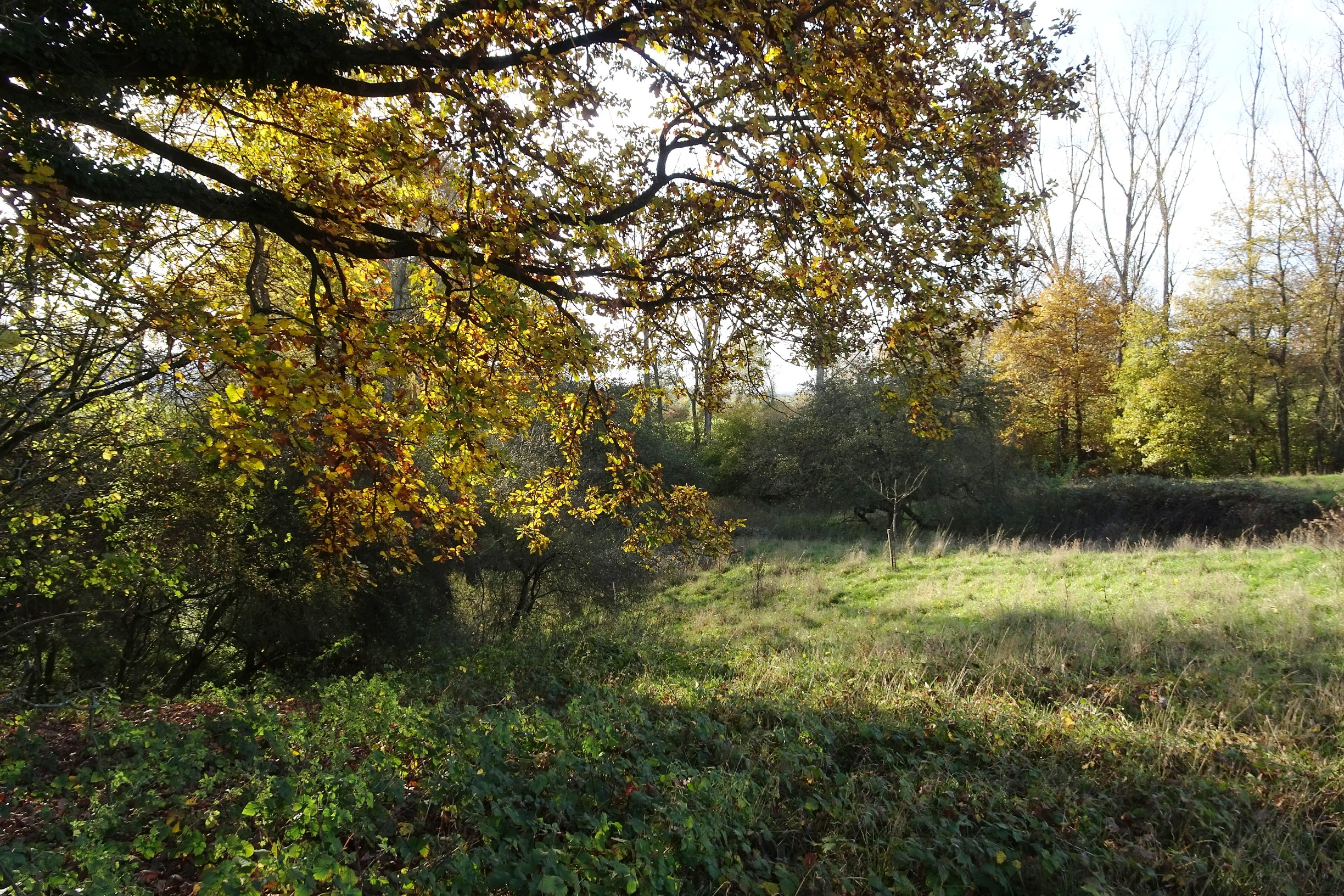
Zentrale Wiese (2020)
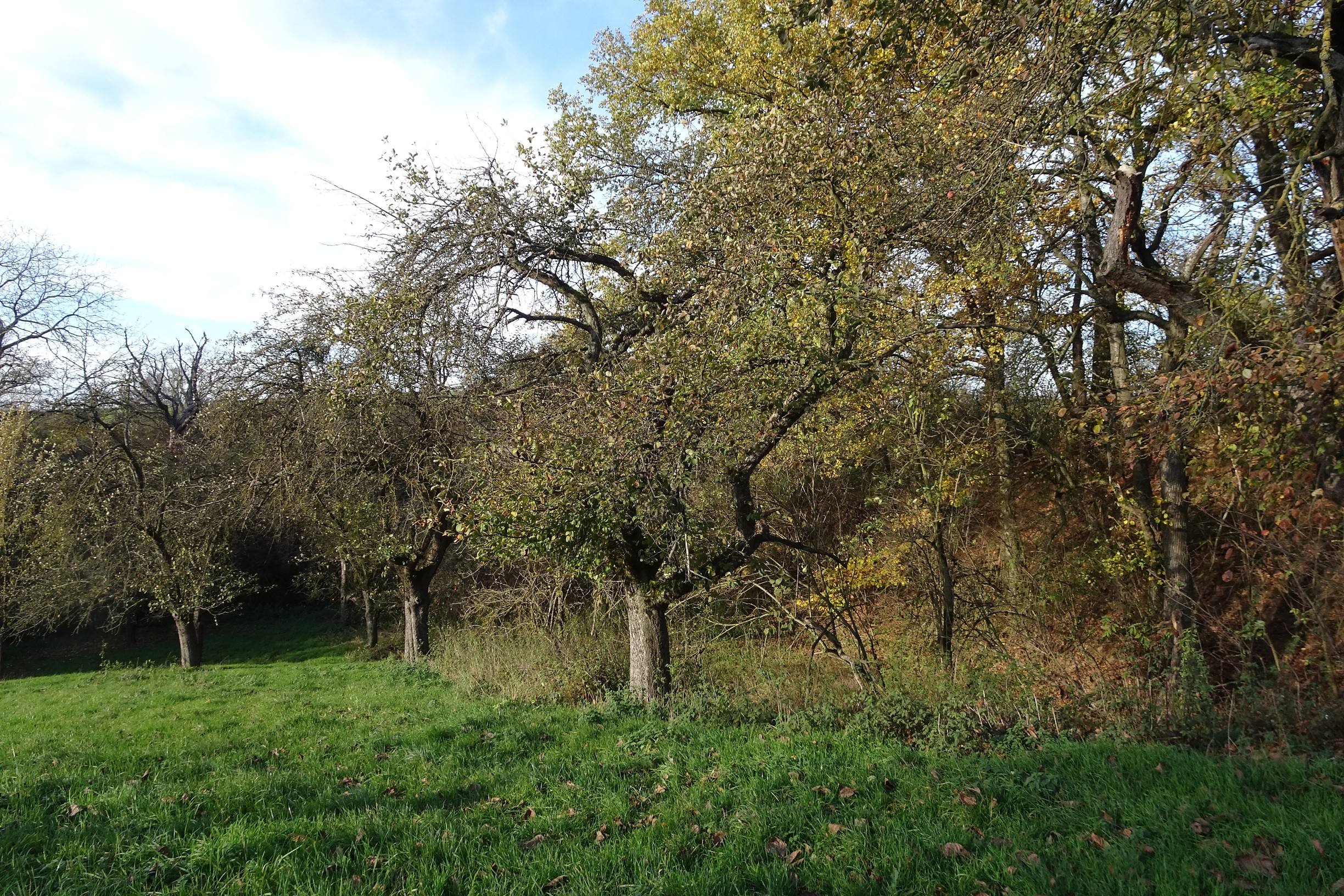
Östliches Seitental mit Apfelbäumen (2020)

## Beeinträchtigungen
Nahe der Straße wurden im Naturdenkmal illegal Müll und Steine abgelagert. Stellenweise breiten sich dichte Brennnesselfluren aus, was auf starken Eintrag von Stickstoff hinweist.